# 白顶唐纳雀
白顶唐纳雀（学名：Sericossypha albocristata），是雀形目唐纳雀科的一种鸟类，属于单型的白顶唐纳雀属（学名：Sericossypha）。
白顶唐纳雀体重约114克，翼长约13.63厘米，喙宽度约6.4毫米，喙厚度约7.7毫米，嘴峰长约25.2毫米，跗蹠长约25.4毫米，尾长约93毫米。
白顶唐纳雀是留鸟，栖息在森林，它们是杂食性动物。它们分布在哥伦比亚、委内瑞拉西部至秘鲁东南部等地。